# تصفيات كأس العالم 1986
دخل 121 فريقًا إلى تصفيات كأس العالم 1986، يتنافسون على 24 مركزًا في البطولة النهائية. تأهلت المكسيك، بصفتها الدولة المضيفة، وإيطاليا، بصفتها حاملة اللقب، تلقائيًا، تاركة 22 مركزًا مفتوحًا للمنافسة. جرت القرعة في 7 ديسمبر 1983 في زيورخ، سويسرا.